# Giora Feidman

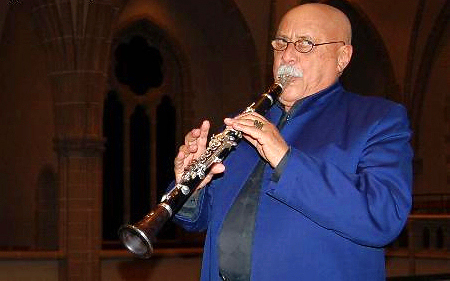
Feidman antes de un concierto Bad Nauheim, Alemania 2007

Giora Feidman (Buenos Aires, 26 de marzo de 1936) es un clarinetista argentino especializado en música klezmer contemporánea, donde también asocia elementos de jazz, soul y música clásica. Es conocido también como el "Rey del Klezmer".

## Biografía
Giora Feidman nació en Buenos Aires, ciudad a la que sus padres emigraron en 1905 para escapar de las persecuciones debido a su origen judío besarabiano.
Feidman viene de una familia de músicos klezmer. Su padre, su abuelo y su bisabuelo tocaban en las bodas, b'nai mitzvá y en los festejos de los shtetlej de Europa Central. 
Se casó con la cantante y compositora israelí Ora Bat Chaim -quien también es su representante personal-, en 1975.

## Carrera musical
Inició su carrera musical a los 18 años en su ciudad natal como miembro de la Orquesta Sinfónica del Teatro Colón. Dos años años después emigró a Israel para convertirse en el clarinetista más joven que haya tocado en la Orquesta Filarmónica de Israel, de la cual fue miembro por más de 20 años.
A principios de la década de 1970 comenzó su carrera como solista. Tocó  con la Orquesta Sinfónica de Berlín, con el Cuarteto Kronos, la Orquesta de Cámara Filarmónica de Polonia, la Orquesta Filarmónica de Cámara de Múnich y en la Orquesta Radiofónica de Múnich. 
Entre sus interpretaciones están los solos de clarinete para la banda sonora de la película La lista de Schindler, de Steven Spielberg, en 1993.
Fundó el Seminario y la clase magistral "Clarinete y Klezmer en Galilea", que tiene lugar cada año en Safed, Israel.
Con bases clásicas ha tocado por 18 años en la Orquesta Sinfónica de Tel Aviv.
Es un artista completo y activo en todos los géneros musicales. Desarrolla su actividad concertística (cerca de 200 conciertos al año) en todo el mundo, predominantemente en Alemania, lugar de su residencia actual.

## Discografía
- 1982: The Incredible Clarinet
- 1987: The Singing Clarinet
- 1990: The Magic of the Klezmer
- 1990: Clarinetango
- 1991: Viva el Klezmer
- 1991: Come in Peace
- 1991: Gershwin & The Klezmer
- 1992: The Dance of Joy
- 1993: Klassic Klezmer
- 1993: Der Rattenfänger
- 1993: Concert for the Klezmer
- 1994: Feidman in Jerusalem
- 1995: Klezmer Chamber Music
- 1995: The Soul Chai (die Seele lebt)
- 1995: The Incredible Clarinet
- 1996: To You!
- 1996: Clarinetango
- 1996: Rabbi Chaim`s Dance
- 1996: Schelomo/Bakashot
- 1997: Klezmer Celebration
- 1997: Silence and Beyond
- 1997: Feidman in Bayreuth: Lilith: Neun Gesänge der dunklen Liebe
- 1997: Soul Meditation, Harmony of Song"
- 1997: Feidman and the Arditti String Quartet: Der Golem
- 1998: Feidman and the Israel Camerata
- 1998: Feidman & Katja Beer: Schubert & jiddische Lieder
- 1999: Journey
- 1999: Feidman - And the Angels Sing
- 2000: Giora Feidman - Klezmer and more
- 2000: Giora Feidman - Rhapsody
- 2000: To Giora Feidman - your Klezmer Friends
- 2000: The Art Of Klezmer
- 2001: TanGoKlezmer
- 2002: Feidman – Dancing in the Field
- 2002: Feidman plays Piazzolla
- 2003: Love – Feidman plays Ora Bat Chaim
- 2003: Feidman + Eisenberg Live in St. Severin / Keitum / Sylt
- 2003: Feidman plays Mozart and more
- 2004: Ewigkeit dringt in die Zeit
- 2005: SAFED - Feidman and the Safed Chamber Orchestra
- 2005: Feidman and Eisenberg - Live at St. Severin
- 2005: Wenn du singst, wie kannst du hassen?
- 2006: KlezMundo
- 2006: Crossing Borders
- 2007: Klezmer in the Galilee
- 2008: The Spirit of Klezmer
- 2009: Klezmer & Strings

## Películas
- Jewish Soul Music: The Art of Giora Feidman (1980), directed by Uri Barbash.